# 罗盖茨
罗盖茨（德語：Rogätz，發音：[ˈʁoːɡɛts]）是德国萨克森-安哈尔特州伯尔德县的市镇，面积23.87平方千米，2023年12月31日人口为2,177人。